# Kutaisi
Kutaisi (georgisk: ქუთაისი kutaisi), tidligere også kendt under navnene Aea/Aia og Kutatisi, er Georgiens næststørste by med 147.900(2015) indbyggere. Byen ligger ved Rioni-floden i Imereti-provinsen i Vestgeorgien, 221 km vest for Tbilisi.
Kutaisi var hovedstad i oldtidsriget Kolchis. Fra 975 til 1122 var Kutaisi det forenede Georgiske Kongeriges hovedstad, og fra det 15. århundrede til 1810 hovedstad i Imeretiske Kongerige, som derefter blev indlemmet i Det Russiske Kejserrige.
De nærtliggende ruiner af Bagrati katedralen, bygget af Bagrat 3. af Georgien, i det tidlige 11. århundrede og Gelati klostret nogle få kilometer øst for byen er på UNESCOs liste over verdensarvsområder.
Indtil Georgiens uafhængighed i 1991 var Kutaisi et vigtigt industrielt centrum.